# Jerzy Winkler (malarz)
Jerzy Winkler (ur. 1938 w Poznaniu, zm. 15 kwietnia 2021) – polski malarz.

## Życiorys
Ukończył historię sztuki na Uniwersytecie im. Adama Mickiewicza w 1961 roku. Był członkiem Związku Polskich Artystów Plastyków i
Stowarzyszenia Pastelistów Polskich.
W latach 1967–1976 pracował jako ceramik, a do 1984 roku wykonał kilkaset miniatur na kości słoniowej w technice klasycznej.
Uprawiał malarstwo olejne i pastel, wykonuje również kopie (np. obraz Śmierć Przemysława w Rogoźnie). Uczestniczył w wystawach zbiorowych, m.in. w III Ogólnopolskim Biennale Pasteli i I Międzynarodowym Biennale Pasteli w Nowym Sączu oraz w VI Jesiennym Salonie Sztuki w Ostrowcu Świętokrzyskim.
Zorganizował indywidualne wystawy w Poznaniu (kilkakrotnie), w Warszawie, Wolsztynie, Ciechocinku Lund i Monachium. Prace w zbiorach kilku muzeów w Polsce, polskich placówkach dyplomatycznych, w prywatnych kolekcjach w kraju, w większości państw europejskich, a także w Afryce, Australii, Kanadzie, Meksyku, Korei, Japonii i USA.